# Kahina Oussedik
 (février 2025).
Motif : Aucune source secondaire centrée sur la personne
- Archive Wikiwix
- Bing
- Cairn
- DuckDuckGo
- E. Universalis
- Gallica
- Google
- G. Books
- G. News
- G. Scholar
- Persée
- Qwant
- (zh) Baidu
- (ru) Yandex
- (wd) trouver des œuvres sur Wikidata

| 1. | Préciser le motif de la pose du bandeau. | Précisez le motif de la pose du bandeau en utilisant la syntaxe suivante : {{admissibilité à vérifier\|date=avril 2025\|motif=remplacez ce texte par le motif}}                      |
| 2. | Informer les utilisateurs concernés.     | Pensez à avertir le créateur de l'article, par exemple, en insérant le code ci-dessous sur sa page de discussion : {{subst:avertissement admissibilité à vérifier\|Kahina Oussedik}} |

Kahina Oussedik est docteur en biochimie moléculaire et alimentaire et spécialisée dans l'équilibre nutritionnel.
Kahina Oussedik, aussi connue sous le nom de Kahina Oussedik-Ferhi, est une biochimiste spécialisée en nutrition. Elle a approfondi l’étude des processus chimiques et biologiques liés à la digestion humaine et souligne l’importance des associations alimentaires optimales pour faciliter la digestion, maximiser l’absorption des nutriments et réduire le stockage des graisses.

## Études
Kahina Oussedik a obtenu son doctorat à l'Université Pierre et Marie Curie (Paris VI) et a rédigé une thèse sur les approches anti-tumorales dans la lutte contre le cancer,.

## Carrière et expertise
Après avoir travaillé dans le secteur pharmaceutique, Kahina Oussedik s'est spécialisée dans l'équilibre nutritionnel et la biochimie alimentaire. Elle est ensuite devenue fondatrice de trois entités : Alpha Digestion, AminciKA, et Global Biot.
Alpha Digestion (fondée en 2016) soutient les patients en chimiothérapie en proposant des combinaisons alimentaires visant à atténuer les effets secondaires. La société travaille en partenariat avec l'Agence Régionale de Santé (ARS) et est soutenue par le groupe de cliniques ELSAN.
AminciKA (créé en 2020) se concentre sur l'optimisation de la digestion et la gestion du poids. L'approche de Kahina Oussedik, docteur en biochimie moléculaire, combine des principes de biochimie et des conseils nutritionnels personnalisés.
Global Biot est spécialisée dans le diagnostic par kits, notamment l'analyse des microbiotes intestinal, vaginal et buccal. Elle propose des tests pour identifier les déséquilibres microbiens.

## Philosophie nutritionnelle
Dr. Oussedik recommande une alimentation basée sur des aliments naturels, évitant les produits transformés en raison de leur impact sur la digestion. Sa méthode a pour objectif de favoriser la perte de poids tout en contribuant à la stabilité de l'équilibre glycémique pour une meilleure santé globale,.

## Publications
- La magie de la digestion (2020) – traite des combinaisons alimentaires pour améliorer la santé digestive[10],[11].
- Le pouvoir extraordinaire des combinaisons alimentaires (janvier 2024) – propose des méthodes scientifiques pour mieux digérer et retrouver une silhouette saine[12].
- La Révolution des microbiotes - Buccal, intestinal et vaginal (mars 2025)[13].